# Dom przy Rynku 23 w Mielcu
Dom przy Rynku 23 w Mielcu – budynek znajdujący się w północnej pierzei rynku. Oznaczony jest numerem 23. Jest wpisany do rejestru zabytków nieruchomych województwa podkarpackiego pod numerem A-1079 z 24.06.1981. Zbudowany został pod koniec XIX wieku. Jednopiętrowy, murowany i otynkowany dom posiada dwuspadowy dach z blachy. Dwuosiowa elewacja frontowa, ozdobiona jest jedynie sztukaterią w formie plecionki na ściance kolankowej. Posiada balkon z żeliwną balustradą.